# Mitigatie (natuurbescherming)

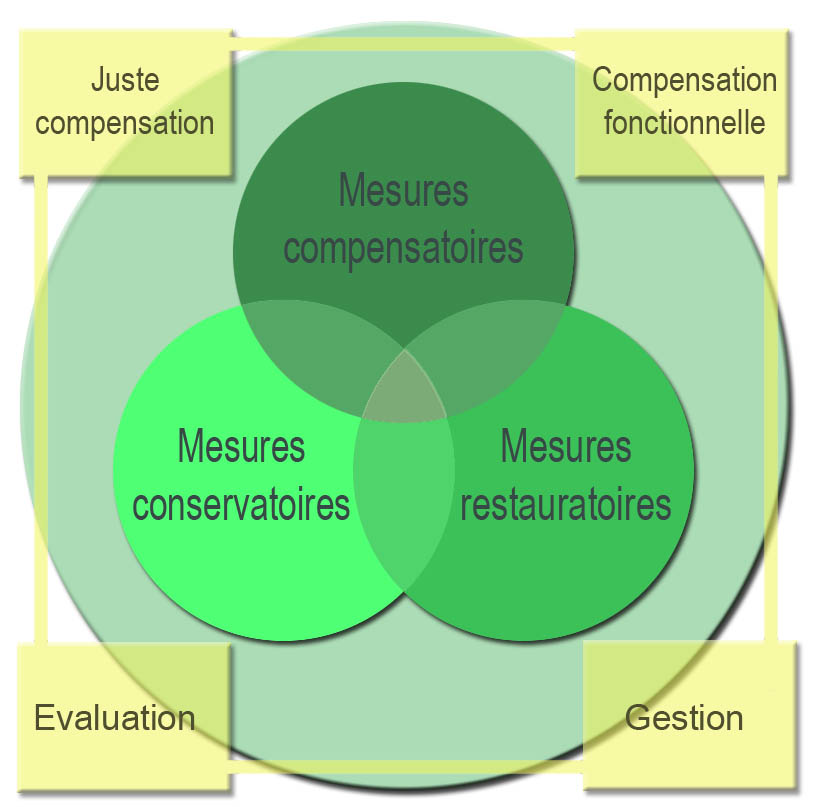
Drie manieren van compensatie voor milieueffecten

Mitigatie is een term die gebruikt wordt in het kader van de Flora- en faunawet. Bij aantasting van het leefgebied van beschermde soorten planten en dieren kan de overheid mitigerende maatregelen eisen. Deze maatregelen zorgen ervoor dat beschermde soorten ook na de aantasting kunnen blijven voortbestaan in hun leefgebied; de ecologische functionaliteit blijft in dat geval behouden. Als dit niet het geval is, dan kan de overheid compenserende maatregelen voorschrijven waarbij buiten het oorspronkelijke leefgebied nieuw leefgebied wordt gemaakt (nieuwe natuur).
Een bijzondere vorm van mitigatie is "overmitigatie". Dit gebeurt bij ontwikkelingen in de ruimtelijke ordening waarbij niet zeker is hoeveel exemplaren van een bepaalde beschermde soort voorkomen in het gebied. Door maximaal in te zetten op bescherming van deze soort, kan een project in sommige gevallen toch doorgang vinden. Overmitigatie werd juridisch mogelijk doordat naast een ontheffing op de Flora- en faunawet, ook de zogenaamde positieve afwijzing in het leven werd geroepen. Deze positieve afwijzing gaf aan dat door het nemen van voldoende maatregelen er geen overtreding van de Flora- en faunawet plaatsvond. Men kreeg dan een afwijzing op de ontheffing maar mocht toch doorgaan met de plannen omdat er geen sprake was van overtreding. Deze positieve afwijzing is inmiddels op juridische gronden achterhaald maar was ecologisch gezien veruit de beste oplossing. Overmitigatie is hieruit ontstaan en voor het eerst in 2010 met succes toegepast door miecon. Tegenwoordig wordt overmitigatie nog steeds toegepast maar nu als voorbereiding op de uitkomst van lopende onderzoeken naar beschermde soorten.